# Islas Sverdrup
No confundir con la isla Sverdrup en el mar de Kara
Las islas Sverdrup son un archipiélago del grupo de las islas de la Reina Isabel, a su vez parte del gran archipiélago ártico canadiense, localizado al norte de las islas de la Reina Isabel, que pertenece íntegramente al territorio de Nunavut, Canadá. 

## Historia
Este grupo de islas recibe su nombre en honor al explorador noruego Otto Sverdrup, que exploró y cartografió las islas entre 1898 y 1902, con el barco Fram, aunque algunas habían sido previamente habitadas por los inuit. 
Sverdrup reclamó las islas para Noruega, pero el gobierno noruego no mostró interés en proseguir con su demanda hasta 1928. En ese momento, el gobierno noruego planteó la demanda, principalmente para utilizar las islas como moneda de cambio en las negociaciones con el Reino Unido sobre el estatuto de otras islas árticas, Jan Mayen e isla Bouvet. El 11 de noviembre de 1930 Noruega reconoció la soberanía canadiense sobre las islas Sverdrup. y el 19 de noviembre de 1930 el Reino Unido reconocía la soberanía noruega sobre Jan Mayen.

## Geografía
El grupo de islas se encuentran al oeste de la gran isla Ellesmere, a unos 82°N y 95°O. Las principales islas del grupo son la isla Axel Heiberg, isla Amund Ringnes, y la isla Ellef Ringnes, y el archipiélago también incluye un número indeterminado de pequeñas islas en las aguas que lo rodean. 
Los únicos asentamientos en las islas es Isachsen (una antigua estación de personal, ocupada entre 1948 y 1978) en la isla de Ellef Ringnes y Mc Gill Arctic Research Station, en la isla de Axel Heiberg, una estación estival de investigación.

### Principales islas
| Isla                | Pico                    | Altitud m | Área km² | Lugar Canadá | Lugar Mundo |
| ------------------- | ----------------------- | --------- | -------- | ------------ | ----------- |
| Isla Axel Heiberg   | Pico Outlook            | 2211      | 43178    | 7            | 32          |
| Isla Ellef Ringnes  | ...                     | 260       | 11295    | 16           | 69          |
| Isla Amund Ringnes  | ...                     | 265       | 5255     | 25           | 111         |
| Isla Meighen        | ...                     | 300       | 955      | 50           | 337         |
| Isla King Christian | King Christian Mountain | 165       | 645      | 60           | 420         |
| Isla Stor           | ...                     | 500       | 313      | 87           | ...         |
| Sverdrup            | Pico Outlook            | 2211      | 66000    | -            | -           |